# Myteriet i Agra

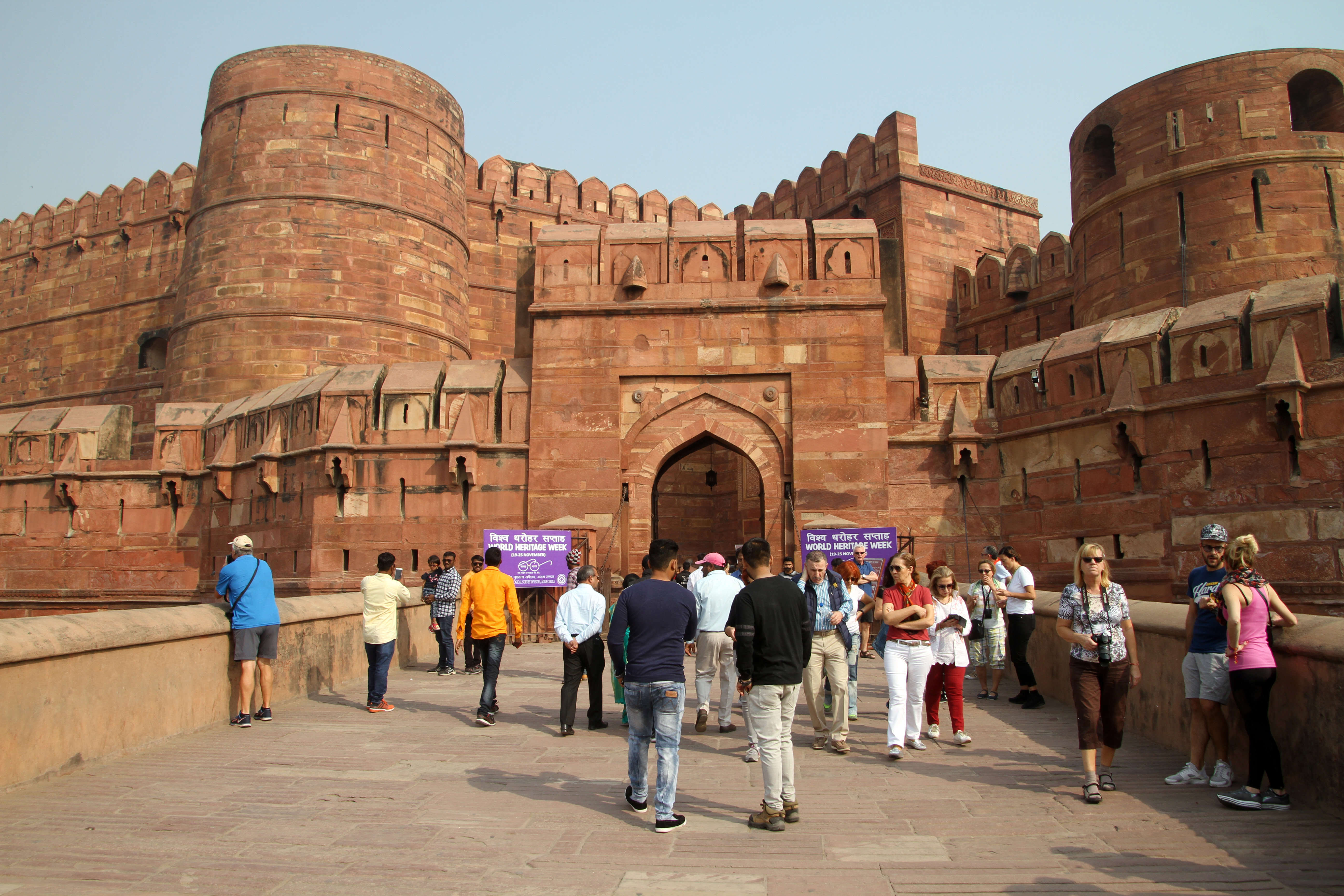
Agra Fort

Myteriet i Agra ägde rum under sepoyupproret mot britterna i Agra i Indien mellan 4 juni 1857.
Efter myteriet i Meerut och Delhi 10-12 maj spred sig myteriet bland sepoysoldaterna i de brittiska garnisonstäderna i Indien. Agra underrättades via telegraf om utbrottet i Delhi och guvernör John Russell Colvin sammankallade 17 maj ett möte där han föreslog att brittiska civila skulle evakueras till fortet, men han blev övertygad om att befolkningen i Agra var lojal och att en evakuering skulle ge ett dåligt intryck. Agras sepoys desarmerades 31 maj. Flera civila britter från landsbygden flydde in till Agra. 
4 juni närmade sig en styrka myterister från Nimach och Nasirabad staden från Fatehpur. britterna i Agra sände ut en infödd styrka från Kotah för att slå tillbaka myteristerna. Kotahstyrkorna förenade sig dock med myteristerna på vägen, vilket innebar att myteriet därmed hade spritt sig till Agra. Alla civila britter i staden fick genast order om att evakuera till fortet; evakueringen skedde i sådan hast att de inte gavs tid att packa. 
7 juni anföll myteristerna staden och besegrade den brittiska styrkan, som drog sig tillbaka in i fortet. Myteristerna erövrade, plundrade och brände den brittiska förläggningen och bostadskvarteret, och ett allmänt uppror bröt ut i staden, där hela befolkningen reste sig mot britterna. 
Britterna belägrades sedan i fortet Agra från 7 juni till 10 oktober. De sanitära och medicinska förhållanden i fortet var bristfälliga, men i övrigt hade fortet goda förråd och en effektiv befästning och tillvaron beskrivs som trygg men tråkig. När Delhi återtogs av britterna 21 september släppte belägringen av Agra tillfälligt, men striderna och oroligheterna böljade fram och tillbaka kring staden på grund av kringströvande rebeller och belägringen anses därför inte helt avslutad förrän 10 oktober.